# De Moere (landgoed)

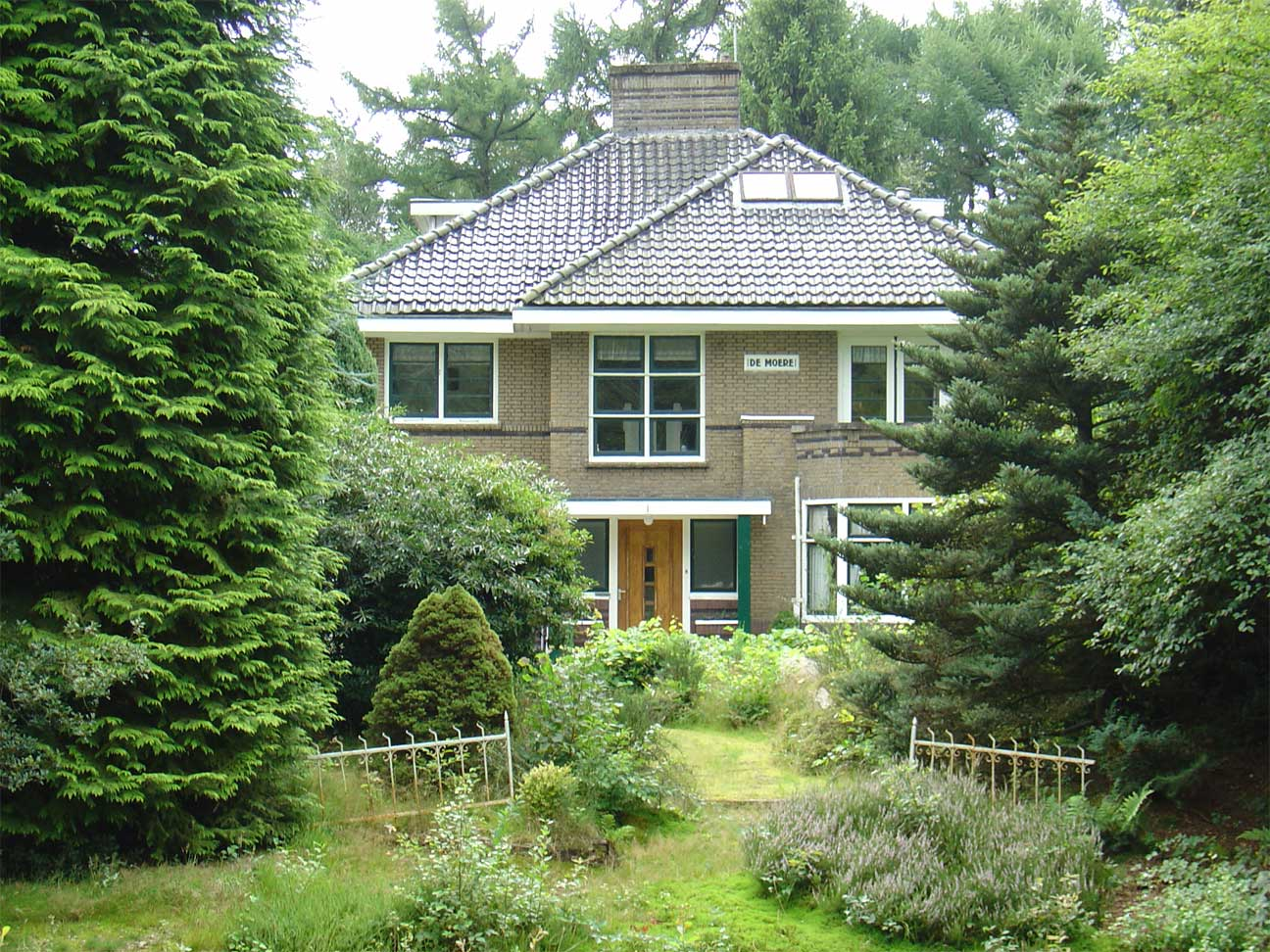
De Moere (het vroegere landgoed van de familie Van der Moer nabij Grolloo) in 2008

De Moere is een landgoed nabij het Drentse dorp Grolloo.
Het landgoed van ongeveer 55 hectare werd vlak na de Eerste Wereldoorlog gekocht door Lambertus van der Moer, gezagvoerder bij de KNSM. Op het landgoed werd onder meer een door de Asser architect M. de Vries Azn. ontworpen villa gebouwd, die de naam De Moere kreeg. Het werd de thuisbasis voor zijn gezin, waarvan zijn dochter Ank van der Moer (1912-1983) later bekend werd als toneelspeelster, evenals zijn kleindochter Annemarie Oster. Zijn zoon Abraham van der Moer (1919-2002) was viceadmiraal van de Nederlandse marine.